# 18. alpinski polk
18. alpinski polk (izvirno italijansko 18° reggimento Alpini) je bil alpinski polk Italijanske kopenske vojske.

## Zgodovina
Polk je bil ustanovljen leta 1997 in razpuščen leta 2004.

## Organizacija
- Štab

- Štabna in logistično-podporna četa
- Alpinski bataljon Edolo